# デロス同盟

デロス同盟の勢力圏

デロス同盟（デロスどうめい, 英: Delian League）は、エーゲ海周辺のギリシア諸ポリス（都市国家）が、ペルシア帝国軍の来襲にそなえて、アテナイを盟主として結んだ同盟。紀元前478年に結成された軍事同盟で、最盛期には200のポリスが参加した。各ポリスが一定の兵船を出して連合艦隊を編成し、それのできないポリスは一定の納入金（フォロイ）を同盟の共同金庫に入れることにした。加盟している諸ポリスが軍艦や船を出し合い、経済的に軍事的な交流を深めた。しかし、アテナイの保有する艦船はアテナイ以外のすべての都市国家の保有する艦船の数を1国だけで上回っていたため発言権が強かった。他のポリスはアテナイの艦船やピレウス港の維持に貢献し、その見返りとして環エーゲ海の経済・商業の恩恵を得ることとなる。共同金庫は共通の信仰の対象であったアポロン神殿のあるデロス島に置かれ、同盟の会議もそこで開催された。

## 同盟結成まで
ペルシア戦争（第二次遠征）においては、紀元前480年のサラミスの海戦および紀元前479年のプラタイアの戦いによりペルシア軍が敗れて撤退し、ギリシアには（一時的に）平穏が訪れた。しかしペルシア軍の攻撃による被害の爪痕は各地に残り、ギリシアの人々の間にはペルシア軍の再来襲を危惧する懸念が広まっていた。
プラタイアの戦いで全ギリシア軍の総指揮を執っていたスパルタのパウサニアスの評判はあまり良くなく、傲慢とされた。またスパルタの監督官庁（エフォロイ）がペルシャとの内通をでっちあげて追放し死に追いやった。こうした背景から、ギリシア諸国の多くはスパルタに反発することとなった。他方、ペルシア軍の撃退で功績を挙げていたアテナイの評価は高まっており、その結果、ペルシアに対抗するための新同盟はアテナイを中心とするものとなった。
紀元前478年〜477年の冬にギリシア諸国の代表者がデロス島に集まり、そこでデロス同盟が正式に結成された。
結成当初の目的は対ペルシア軍事同盟であったが、紀元前449年に「カリアスの和約」が結ばれた後は対ペルシア軍事同盟としての意味を喪失する。その対策として、アテナイが保有する200隻の三段櫂船を輸送船として運用することにより、経済・文化交流の意味合いが加わってゆくことになる。

## 概要
軍船をキオス、サモス、レスボスなどが拠出し、多くのポリスは資金を拠出した。当初はデロス島で開かれる代表会議で同盟に加わる各ポリスが意見を表明し、拠出された資産を同島におかれた金庫で共同管理していた。その後、ペルシアの軍事的脅威が薄れたのち、前454年にはデロス同盟参加ポリスの合意と、アテナイ市民議会の賛成多数により、三段櫂船の運用・維持を行えるピレウス港を保有しているアテナイに金庫は移されている。こうして、名実ともにアテナイを中心としてエーゲ海の都市国家（ポリス）を纏め上げてゆくこととなる。
対ペルシャの脅威に立ち向かうために一致団結が求められたことから、同盟からの脱退は基本的に無いとされた。しかし後には、離脱しようとする都市国家（ポリス）に壊滅的な打撃を与えることもあった。はやくから脱退を図ったナクソス島は武力で鎮圧され、タソス島の離脱もおさえられて制裁金が科された。こうして次第に同盟はアテナイが他の諸ポリスを支配する機関へと変貌していった。こうした状況を指して、「アテナイ海上帝国」と形容する歴史家もいる。
こうした「アテナイ海上帝国」の台頭に対し、スパルタをはじめとするペロポネソス同盟側のポリスは懸念を抱いた。またアテナイはエーゲ海だけでなくペロポネソス半島の反対側に位置するイオニア海にも勢力を伸ばすようになり、イオニア海を商業活動の主な舞台としてきたコリントスなどと対立するようになった。
アテナイの専制的支配に対してデロス同盟から離反するポリスが現れるとペロポネソス同盟側がこれを支援したり、対立するポリスの一方が同盟に加わると他方は反対側の同盟に加わったりする動きもみられた。
紀元前431年には両者の対立は頂点に達してペロポネソス戦争が勃発。紀元前404年、アテナイの敗北が決まるとデロス同盟は解散した。

## 変遷

### 結成初期～絶頂期
結成当初は「対ペルシア侵攻」を想定した、アテナイと環エーゲ海の諸ポリスの海軍力を一定に保つための軍事同盟であった。（テミストクレス～キモン～ペリクレス時代）
ペルシアの保有する艦船の数は多かった。ペルシアはフェニキアやエジプトを臣従させ、港に停泊する船を徴発した。その物量に対抗する艦船数が戦争前のギリシアは及ばなかった。この問題を解決するために、テミストクレスはアテナイとピレウス港を一本化し、保有する軍艦を200隻まで増やした。ただ増やしただけでなく、修理・回収ができるだけの設備をピレウス港に増築し、物資を常に備蓄させている。戦艦を操る漕ぎ手たちを公務員として常に抱え、技術者たちの錬度が下がらないように維持していた。ピレウス港は工廠として機能するように作り変えられ、アテナイを“海運”国家から“海軍”国家へと変貌させた。この軍拡によって、ペルシャ戦争におけるサラミスの海戦で、ペルシア艦隊をほぼ全滅させクセルクセスを追い返した。しかし、戦争後もペルシア帝国が再度侵攻するのではないかという不安が残った。ペルシアの脅威という問題を解決するために結成されたのが結成当初のデロス同盟であった。
エーゲ海の沿岸部や、島にある小さな都市国家同士が力を合わせることでペルシアの海上侵略を防ごうとしたのだった。
しかし、艦船と漕ぎ手の維持には莫大な維持費が必要となる。これはアテナイだけでなく、他の都市国家も同様に軍事力の維持が課題となった。
ペリクレスは各ポリスの総生産に応じて納金額を調整し、貢納義務を課した。加えて、非常時にはアテナイ海軍力への支援を約束した。これにより、ギリシア世界全体の海軍力を高めたまま維持することが可能となった。
ところが、カリアスの和約によりペルシアと不可侵条約が結ばれる。加えて、アテナイとスパルタとの間にも休戦協定を結び、ペリクレス期のギリシア世界には内乱や騒乱を除き平和な時代が訪れた。それは同時に、ペルシアからの侵略の脅威も消失し、デロス同盟の意義を問い直さなければならないこととなったことを意味した。
平和になったことにより軍事同盟としてのメリットが消失してしまい、分担金だけをアテナイが占める形になってしまった。
そこでペリクレスは、200隻の三段櫂船を「商船」として利用することにした。そうすれば、船の漕ぎ手という技術職者を常時保有でき、環エーゲ海のマーケットの発展という形でデロス同盟を維持できるからだ。加えて、他のポリスはアテナイの軍艦に守られて商品を運搬できるため海賊への対策としても利用できるメリットがあった。
このように、環エーゲ海の海運国家経済を良くするために同盟を運用することとなった。これにより、デロス同盟は「軍事同盟」から「経済同盟」の意味合いが大きくなってゆく。
このエーゲ海へ展開したマーケットにより、デロス同盟加盟国家の経済は格段に向上して戦後の高度経済成長を促した。出土品などからさまざまな都市国家との交易が行われていたことがわかっている。平和になったことでペルシャも交易相手としてアテナイや他の諸都市と貿易を行っていた。ギリシア世界、そしてペルシャのあらゆる商品がアテナイに集り、そこに資産家や実業家が集る。
当然、発展する都市には学問も隆盛し、ギリシア世界の学問の中心がアテナイへと移っていったのもこの時期である。強力な軍事力でギリシア世界の独立を守り、ペリクレスやスパルタのアルキダモス王たちの努力によって、繁栄の時代を作り上げた。この時期は、アテナイの民主主義の最盛期と呼ばれ、アテナイのペリクレスの評価にも繋がっている。
だが、民主主義を採用するアテナイや他の諸ポリスで出た意見も尊重しなければならなかった。そこで発生したのがサモス島のポリスの反乱であった。ペリクレスはこれに対し武力でもって鎮圧を行った。しかし、戦後処理としては主犯格の数十名を処刑したのみで他の反逆者たちはペルシャのサトラベに一時的に拘留されただけで帰国した。また、ポリスを植民地化せず独立を維持させることにより「デロス同盟とは海運ポリスの運命共同体である」ことを印象付けることとなった。デロス同盟とは海運ポリス同士の助け合いのために不可欠であり、非常時には助け合わなければならず、そこに上下の無いことを強調した。この処置が後に最後まで親アテネ国家として残るサモス島と、次の記事で国家ごと植民地にされたがために真っ先に反旗を翻すレスボス島との決定的な違いとなって現れる。あくまで、どんな国家もデロス同盟には必要であるという一体感を、扇動家たちは踏みにじることになる。

### 迷走～衰退期
紀元前431年にペロポネソス戦争が勃発し、紀元前429年にペリクレスが死去して以後、民主政国家アテナイはデロス同盟の盟主でありながら、アテナイを支配していたのは「扇動家（デマゴーグ）」たちであった。民主主義政治のリーダーたちと異なり、世論の刹那的な意見を即座に政治へ反映したがる「衆愚政治（デマゴギア）は長期的な視野を無視した政策を連発し、徐々にアテナイの国庫を浪費していった。そして、盟主たるアテナイの混乱はデロス同盟にまで悪影響を与え始める。これが一部の学者がデロス同盟を「アテナイ海上帝国」と揶揄する原因の一つとなってゆく。この変化はレスボス島におけるミュティレネを中心としたデロス同盟脱退を掲げた反乱の鎮圧や、中立を維持していたメロス島の攻略戦後の戦後処理にも如実に表れていた。ペリクレス時代では反乱を起こしたポリスに対しても、反乱鎮圧後は国家としての独立を認め、処刑も首謀者たちだけに抑えておいた。ところが、クレオンやニキアスがストラテゴスの時代においては成人男性を全て処刑し、国家としての独立を亡くし、アテナイの植民市にまですることもあった。ここに政治的な意図や意味は皆無であり、アテナイが強権的かつ覇権的な振る舞いを始める時期となる。
また、クレオンがブラシダスに討たれた後にアルキビアデスが提唱したシュラクサイへの遠征では、民主主義の悪い面が現れる。戦況が悪化しているにもかかわらずアテナイは同盟金庫をカラにして派兵を続けた結果、ギュリッポス率いるペロポネソス軍に完全敗北。第一次遠征軍を率いたニキアスとラマコス、さらに追加で派遣された増援軍を率いるエウリュメドンとデモステネスの計四人のストラテゴスを含めた全軍が死亡するという最悪の果に終わった。
その後のアテナイは一度、寡頭政に移行したのち民主制を復活させるが、人材が枯渇した状態のアテナイにおいて民主制そのものが機能せず、自家中毒をおこすようになってゆく。（終期）
財源が枯渇したために税金を課す。それ自体は悪くないが、課税対象をアテナイ以外のデロス同盟加盟ポリスのみに限定し、アテナイ自身は免税した。加えて、シュラクサイの派兵で人材が枯渇してるにもかかわらず、ペロポネソス同盟軍に敗れたストラテゴスを市民集会で極刑に処すなどし、デロス同盟に加盟しているポリスの国庫と派兵された兵隊を浪費していった。加えて、アテナイ海軍もペロポネソス同盟とペルシャによって三段櫂船の漕ぎ手をヘッドハンティングされ、弱体化していった。軍事的にも経済的にもデロス同盟は形骸化していった。
最後は、スパルタのリュサンドロスがアイゴスポタモイの海戦でアテナイを破り、デロス同盟諸ポリスおよび植民地からアテナイ市民総員を強制退去させたことで事実上壊滅。正式にはリュサンドロス率いるスパルタ海軍やスパルタ王パウサニアス率いるスパルタ軍にアテナイは包囲され、アテナイはスパルタ軍撤退と引き換えにデロス同盟の解体を公式に認めた。